# Сан-Франциско (фільм, 1936)
Сан-Франциско (англ. San Francisco) — американський мюзикл режисера В. С. Ван Дайка 1936 року.

## Сюжет
Події фільму починаються в новорічну ніч 1906 року в Сан-Франциско, незадовго до землетрусу, яке 18 квітня зруйнував більшу частину міста. До Блекі Нортона, цинічного власника нічного клубу Paradise Cafe, звертається в пошуках роботи Мері Блейк, дочка сільського священника і співачка-початківець, яка мріє співати в опері. Почувши, як вона співає, Блекі укладає з Мері контракт строком на два роки. Незабаром талант співачки привертає увагу Джека Берлі, власника оперного театру. Він запрошує Мері на прослуховування, але Блекі відмовляється відпустити дівчину.
В один з вечорів Блекі відправляє Мері заспівати між виступами в церковному хорі свого друга, преподобного Тіма Малліна. Священник розповідає дівчині про дитинство її наймача і висловлює надію на те, що коли-небудь Блекі зміниться в кращу сторону. Потім Берлі робить нову спробу переманити Мері до себе. Цього разу Блекі надає дівчині право вступити за своїм вибором, і вона з почуття вірності залишається в клубі. Того ж вечора Блекі визнається Мері, що захоплений нею. Зрозумівши, що вона для нього не більше ніж чергова іграшка, дівчина йде в театр до Берлі.
Проходить деякий час. Того вечора, коли Мері повинна дебютувати в опері, в театр заявляється Блекі з наміром насильно забрати її, оскільки вона як і раніше пов'язана з ним умовами контракту. Однак її спів настільки торкає його, що він не вирішується зірвати виступ. По закінченні вистави Блекі приходить до Мері в гримерку. Вона зізнається, що теж небайдужа до нього, і Блекі, скориставшись моментом, вмовляє її повернутися в клуб. У ніч, коли Мері готується до виходу на сцену в новому і надто відвертому костюмі, в клубі з'являється батько Маллін. Він звинувачує Блекі в тому, що той грає почуттями дівчини й експлуатує її. Після того, як Блекі б'є священника, Мері разом з останнім йде з клубу.
Далі Берлі робить Мері пропозицію, і вона приймає його. Бажаючи остаточно повалити Блекі, він домагається, щоб у того відібрали ліцензію на продаж спиртного. Поліція вривається в клуб і, розгромивши його, заарештовує Блекі. Це відбувається незадовго до «курчачого балу» — конкурсу, на якому власники клубів представляють свої найкращі номери. Блекі традиційно вигравав цей конкурс і, відчайдушно потребуючи грошей, збирався перемогти й цього разу, однак тепер, коли його трупа потрапила до в'язниці, про те не може бути й мови. Будучи присутнім на конкурсі, Мері дізнається, що її наречений винен у краху Блекі. Вона вирішує врятувати коханого і, виступивши за Paradise Cafe, приносить йому перемогу. Проте, Блекі з гордості відмовляється забрати приз.
Принижена Мері збирається йти, і в цей момент в Сан-Франциско починається землетрус. У новому хаосі Мері й Блекі втрачають один одного з виду, і через кілька хвилин місто перетворюється на руїни. Далі Блекі день і ніч бродить по охопленому пожежею місту, марно намагаючись розшукати кохану. Батько Маллін призводить зневіреного Блекі в табір, де розміщені жителі, які залишилися без даху над головою. У таборі Блекі, почувши дивний спів, розуміє, що Мері жива, після чого закохані возз'єднуються.

## У ролях
- Кларк Ґейбл — Блекі Нортон
- Джанетт Макдональд — Мері Блейк
- Спенсер Трейсі — преподобний Тім Маллін
- Джек Холт — Джек Берлі
- Джессі Ральф — місис Берлі
- Тед Хілі — Мет
- Ширлі Росс — Тріксі
- Маргарет Ірвінг — Делла Бейлі
- Харольд Хубер — «Малюк»
- Едгар Кеннеді — шериф
- Аль Шин — професор
- Вільям Річчарді — Бальдіні
- Кеннет Гарлан — «Чік»
- Роджер Імхоф — «Аляска»
- Чарльз Джуделс — Тоні
- Расселл Сімпсон — «Ред» Келлі
- Берт Роуч — Фредді Двейн
- Воррен Хаймер — Хезелтін

## Нагороди й номінації
У 1937 році фільм отримав «Оскар» за найкращий звук. Крім того, він був номінований на отримання премії в п'яти категоріях:
- найкращий фільм
- Найкраща режисура — В. С. Ван Дайк
- Найкраща чоловіча роль — Спенсер Трейсі
- Найкращий оригінальний сценарій — Роберт Е. Хопкінс
- Найкращий асистент режисера — Джозеф М. Ньюман

## Цікаві факти
- В декількох сценах цього фільму режисером був ветеран Голлівуду Д. В. Ґріффіт. Однак його ім'я не потрапило в титри.
- Старша сестра Джанетт Макдональд після підписання контракту з MGM змінила своє ім'я Блоссом Рок на псевдонім Мері Блейк. Саме так звали героїню Макдональд в цьому фільмі.